# ایستگاه سوری سنترال
ایستگاه سوری سنترال (انگلیسی: Surrey Central station) یک ایستگاه مرتفع در خط اکسپو (اسکای‌ترین) مترو ونکوور اسکای‌ترین (ونکوور) سیستم حمل و نقل سریع مترو است. این ایستگاه در ناحیه مرکز شهر سوری، بریتیش کلمبیا، بریتیش کلمبیا، کانادا، درست در شرق مرکز تفریحی شمال سوری واقع شده‌است.